# Unterseeboot 600
L'Unterseeboot 600 ou U-600 est un sous-marin allemand (U-Boot) de type VIIC utilisé par la Kriegsmarine pendant la Seconde Guerre mondiale.
Le sous-marin fut commandé le 22 mai 1940 à Hambourg (Blohm & Voss), sa quille fut posée le 25 janvier 1941, il fut lancé le 16 octobre 1941 et mis en service le 11 décembre 1941, sous le commandement du Kapitänleutnant Bernhard Zurmühlen.
Il fut coulé à l'ouest du Portugal par deux frégates britanniques en novembre 1943.

## Conception
Unterseeboot type VII, l'U-600 avait un déplacement de 769 tonnes en surface et 871 tonnes en plongée. Il avait une longueur totale de 67,10 m, un maître-bau de 6,20 m, une hauteur de 9,60 m et un tirant d'eau de 4,74 m. Le sous-marin était propulsé par deux hélices de 1,23 m, deux moteurs diesel Germaniawerft M6V 40/46 de 6 cylindres en ligne de 1 400 cv à 470 tr/min, produisant un total de 2 060 à 2 350 kW en surface et de deux moteurs électriques BBC GG UB 720/8 de 375 cv à 295 tr/min, produisant un total 550 kW, en plongée. Le sous-marin avait une vitesse en surface de 17,7 nœuds (32,8 km/h) et une vitesse de 7,6 nœuds (14,1 km/h) en plongée. Immergé, il avait un rayon d'action de 80 milles marins (150 km) à 4 nœuds (7,4 km/h; 4,6 milles par heure) et pouvait atteindre une profondeur de 230 m. En surface son rayon d'action était de 8 500 milles nautiques (soit 15 700 km) à 10 nœuds (19 km/h). 
L'U-600 était équipé de cinq tubes lance-torpilles de 53,3 cm (quatre montés à l'avant et un à l'arrière) qui contenait quatorze torpilles. Il était équipé d'un canon de 8,8 cm SK C/35 (220 coups) et d'un canon antiaérien de 20 mm Flak. Il pouvait transporter 26 mines TMA ou 39 mines TMB. Son équipage comprenait 4 officiers et 40 à 56 sous-mariniers.

## Historique
Il passe son temps d'entraînement initial à la 5. Unterseebootsflottille jusqu'au 31 juillet 1942, il rejoint son unité de combat dans la 3. Unterseebootsflottille.
L'U-600 quitta Kiel le 14 juillet 1942 pour opérer en mer des Caraïbes. 
Le sous-marin connaît son premier succès en coulant le navire à voile britannique Vivian P. Smith au nord-est de la République Dominicaine, le 10 août. Trois jours après, il attaqua le convoi TAW-12 dans le détroit du passage du Vent et coula deux bâtiments : le navire marchand à vapeur américain Delmundo tuant huit marins sur 58 et le navire letton Everelza faisant vingt-trois morts parmi les trente-sept marins). Il revient à La Rochelle (quartier de La Pallice), en France occupée, après soixante-et-onze jours en mer.
Quittant La Rochelle le 22 novembre il traque des convois dans l'Atlantique Nord. L'un des sous-marins de la meute Panzer repère le convoi HX-217 le 6 décembre. Les attaques commencent le lendemain ; en dépit de quatre jours d'assauts et du renfort de la meute Draufgänger, les U-Boote ne parvinrent pas à percer les défenses du convoi. Seuls trois navires (dont un retardataire) sont coulés, au prix de deux sous-marins perdus. L'U-600 coule le cargo à vapeur américain James McKay le 8 décembre au sud-ouest de l'Islande tuant les soixante-deux marins du bord. Il retourne à La Pallice le 27 décembre.
Lors de sa troisième patrouille, le submersible navigue dans l'Atlantique Nord à l'est de Saint-Jean de Terre-Neuve. Rejoignant le groupe de combat Knappen ils approchent le convoi ON-166 en plein Atlantique. Le 21 août, le convoi est attaqué par deux groupes (meutes) de U-Boote dans le "trou noir" (la zone hors d'autonomie des avions alliés, laissant les convois sans défense aérienne dans l'Atlantique nord). Les sous-marins allemands saturent l'escorte, infligeant de lourdes pertes au convoi au terme d'une bataille de quatre jours. L'U-600 endommage pour sa part le navire marchand norvégien Ingria qui est ensuite coulé par l'U-628.
Il participe à l'assaut du convoi HX-229, lequel avait appareillé de New York le 8 mars 1943. Manquant d'une escorte adéquate, il sera l'un des convois les plus maltraité de la bataille de l'Atlantique, perdant plus du tiers de ses navires marchands. Attaqué à partir du 16 mars, il rejoignit le lendemain le convoi SC-122, l'addition des deux escortes demeurant insuffisante pour repousser les attaques des U-Boote. L'U-600 endommage le navire marchand américain Irénée Du Pont et le bateau frigorifique britannique Nariva (les deux navires sont coulés quelques heures plus tard par l'U-91). Il coule également le pétrolier britannique Southern Princess . Après 44 jours en mer, il rejoint son port d'attache de La Rochelle (quartier de La Pallice) le 26 mars 1943.
L'U-600 patrouille jusqu'au large du Portugal, durant dix-sept jours, avant sa collision avec l'U-406 le 5 mai 1943.
Le 12 juin, il quitte son port pour les côtes africaines. Deux jours après à 20 h 15, alors qu'il patrouille de conserve avec les U-257 et U-615, le groupe est mitraillé par un Boeing B-17 Flying Fortress britannique du 220e escadron de la RAF. Le B-17 est abattu vingt-cinq minutes après le début de son attaque, par un Junkers Ju 88, à environ 90 km au nord-ouest du cap Ortegal à la position 45° 09′ N, 9° 42′ O. Les neuf aviateurs de l'équipage sont tués.

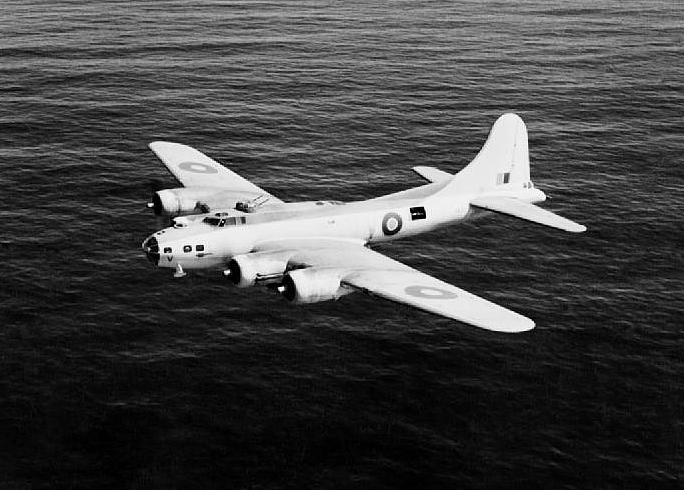
Le Boeing B-17 Flying Fortress FK212 du No. 220 Squadron RAF basé à Benbecula, en vol au-dessus de l'Atlantique, en mai 1943.

Le 16 juin, le groupe est de nouveau attaqué par six charges de profondeurs d'un B-24 Liberator britannique du 59e escadron de la RAF. Le bombardement tue un homme d'équipage, le Matrosengefreiter Georg Laub et endommage très légèrement l'U-Boot qui continue sa patrouille vers le sud.
Il navigue sans résultat jusqu'au Libéria. L'U-600 rentre au port après quatre-vingt onze jours de mer, sa plus longue patrouille.
L'U-600 coule le 25 novembre 1943 au nord de Punta Delgada dans les Açores, à la position 40° 31′ N, 22° 07′ O, lors de sa sixième patrouille au large du Portugal, dans les explosions des charges de profondeurs des frégates britannique HMS Bazely (en) et HMS Blackwood (en).
Les quarante-cinq membres de son équipage sont morts dans cette attaque.

## Affectations
- 5. Unterseebootsflottille du 11 décembre 1941 au 31 juillet 1942 (Période de formation).
- 3. Unterseebootsflottille du 1er août 1942 au 25 novembre 1943 (Unité combattante).

## Commandement
- Korvettenkapitän Bernhard Zurmühlen du 11 décembre 1941 au 25 novembre 1943 (Croix allemande).

## Patrouilles
|       | Commandant                 | Départ           | Départ     | Arrivée           | Arrivée    | Jours     | Succès   |
| ----- | -------------------------- | ---------------- | ---------- | ----------------- | ---------- | --------- | -------- |
| 1     | Kptlt. Bernhard Zurmühlen  | 14 juillet 1942  | Kiel       | 22 septembre 1942 | La Pallice | 71 jours  | 9 682    |
| 2     | Kptlt. Bernhard Zurmühlen  | 22 novembre 1942 | La Pallice | 27 décembre 1942  | La Pallice | 36 jours  | 6 762    |
| 3     | Kptlt. Bernhard Zurmühlen  | 11 février 1943  | La Pallice | 26 mars 1943      | La Pallice | 44 jours  | 31 386   |
| 4     | Kptlt. Bernhard Zurmühlen  | 25 avril 1943    | La Pallice | 11 mai 1943       | La Pallice | 17 jours  |          |
| 5     | Kptlt. Bernhard Zurmühlen  | 12 juin 1943     | La Pallice | 10 septembre 1943 | Brest      | 91 jours  |          |
| 6     | KrvKpt. Bernhard Zurmühlen | 7 novembre 1943  | Brest      | 25 novembre 1943  | Coulé      | 19 jours  |          |
| Total | Total                      | Total            | Total      | Total             | Total      | 278 jours | 47 830 t |

Note : Kptlt. = Kapitänleutnant - KrvKpt. = Korvettenkapitän

### Opérations Wolfpack
L'U-600 opéra avec les Rudeltaktik (meute de loups) durant sa carrière opérationnelle.
- Draufgänger (29 novembre – 11 décembre 1942)
- Raufbold (11-22 décembre 1942)
- Knappen (19–25 février 1943)
- Burggraf (4-5 mars 1943)
- Raubgraf (7-20 mars 1943)
- Drossel (29 avril – 5 mai 1943)
- Schill 1 (16-22 novembre 1943)
- Weddigen (22-25 novembre 1943)

## Navires coulés
L'U-600 coula 5 navires marchands totalisant 28 600 tonneaux et endommagea 3 navires marchands totalisant 19 230 tonneaux au cours des 6 patrouilles (278 jours en mer) qu'il effectua.
| Date            | Nom               | Nationalité | Tonnage | Convoi | Fait      | Localisation         |
| --------------- | ----------------- | ----------- | ------- | ------ | --------- | -------------------- |
| 10 août 1942    | Vivian P. Smith   | Royaume-Uni | 130     | -      | Coulé     | 21° 50′ N, 68° 40′ O |
| 13 août 1942    | Delmundo          | USA         | 5 032   | TAW-12 | Coulé     | 19° 55′ N, 73° 49′ O |
| 13 août 1942    | Everelza          | Lettonie    | 4 520   | TAW-12 | Coulé     | 19° 55′ N, 73° 49′ O |
| 8 décembre 1942 | James McKay       | USA         | 6 762   | HX-217 | Coulé     | 57° 50′ N, 23° 10′ O |
| 24 février 1943 | Ingria            | Norvège     | 4 391   | ON-166 | Endommagé | 45° 12′ N, 39° 17′ O |
| 17 mars 1943    | Irénée Du Pont    | USA         | 6 125   | HX-229 | Endommagé | 50° 38′ N, 34° 46′ O |
| 17 mars 1943    | Nariva            | Royaume-Uni | 8 714   | HX-229 | Endommagé | 50° 40′ N, 34° 10′ O |
| 17 mars 1943    | Southern Princess | Royaume-Uni | 12 156  | HX-229 | Coulé     | 50° 36′ N, 34° 30′ O |